# West Midlands (region)
 For alternative betydninger, se West Midlands. (Se også artikler, som begynder med West Midlands)
The West Midlands er en af de 9 regioner i England, der består af den vestlige del af den traditionelle English Midlands-region. Regionen består af 6 ceremonielle grevskaber, men er administrativt inddelt i 8 forskellige områder.
Storbritannien som helhed havde 73 medlemmer af Europa-Parlamentet ved valget dertil i 2014. Disse medlemmer vælges i regionerne, hvor Nordirland, Skotland, Wales, og hver af de engelske regioner udgør valgkredse, på nær at det britiske oversøiske territorium Gibraltar er del af South West England-kredsen. The West Midlands havde 7 medlemmer i 2014.
Regionens hovedby er Birmingham, der er den næststørste by i England. Vest for Birmingham ligger the Black Country (en), der sammen med de større byer i Nordengland regnes for at være en af den industrielle revolutions fødesteder.

## Ceremonielle grevskaber
- Herefordshire
- Shropshire
- Staffordshire
- Warwickshire
- West Midlands
- Worcestershire

## Administrativ inddeling

### Enhedslige myndigheder
Der er 4 enhedslige myndigheder i the West Midlands:
- Herefordshire (dækker hele det ceremonielle Herefordshire)
- Shropshire (ceremonielt en del af Shropshire)
- Stoke-on-Trent (ceremonielt en del af Staffordshire)
- Telford & Wrekin (ceremonielt en del af Shropshire)

### Metropolitan county
Der er 1 metropolitan county i the West Midlands:
- West Midlands (dækker hele det ceremonielle West Midlands)

Ligesom de andre metropolitan counties i England, har the West Midlands ikke haft et county council (amtsråd) siden 1986, hvor det blev afskaffet og dets metropolitan boroughs fik tilført grevskabets gamle opgaver. De 7 metropolitan boroughs i the West Midlands er:
- Birmingham
- Coventry
- Dudley
- Sandwell
- Solihull
- Walsall
- Wolverhampton

### Non-metropolitan counties
Der er tre non-metropolitan counties i the West Midlands:
- Staffordshire (dækker det ceremonielle Staffordshire på nær Stoke-on-Trent)
- Warwickshire (dækker hele det ceremonielle Warwickshire)
- Worcestershire (dækker hele det ceremonielle Worcestershire)

52°28′N 2°17′V / 52.47°N 2.29°V